# Teleférico de las Barrancas del Cobre
El Teleférico de las Barrancas del Cobre es un teleférico ubicado en la Estación Divisadero en las Barrancas del Cobre (Chihuahua, México). Recorre una distancia de 3 km a una altura de 400 metros, transportando a 500 personas por hora. Fue inaugurado el 25 de septiembre de 2010 y tuvo un costo de 250 millones de pesos.